# 洪一峰
洪一峰（1927年10月30日—2010年2月24日），本名洪文路，初出道時藝名為洪文昌，是一名台灣創作歌手。洪一峰以《淡水暮色》、《舊情綿綿》、《可憐戀花再會吧》等台語歌曲聞名台灣，而有「寶島歌王」之稱號。其長子洪榮宏亦為知名歌手，洪榮良則是繪畫家。洪榮良透露：「早年爸爸也是以自己的手工繪圖，來推銷自己的歌仔簿。」

## 生平
洪一峰出生於台南州新營郡塩水街（今台南市鹽水區），後隨母親遷居台南州北港郡北港街（今雲林縣北港鎮），少年時期在各地流浪，16歲時在淡水碼頭以及籃匡會（台灣傳統的趕集活動）賣唱為生。1957年時認識作詞家葉俊麟，之後兩個人就開始合作寫歌。1961年組成《洪一峰歌舞團》，在台灣各地巡迴演唱。1962年前往日本發展，在東京的東寶公司旗下的劇場演唱。1963年開始，與第二任妻子羅玉陸續生下三子一女，長子為知名台語創作歌手洪榮宏。1969年洪一峰結識現任妻子陳愛玲，並於1976年與前妻離異。洪一峰後來受其子和前妻影響而接受洗禮成為基督徒後，他與前妻、四子女的關係也變好，亦以改編昔日自己作曲之歌曲改填詞的基督教詩歌聞名，2005年接受心臟手術，生活轉為低調，2007年9月於家中跌倒，頭受傷但無大礙。
外界對第一任妻子的資訊甚少，傳其因外遇而離洪一峰而去，創作曲《思慕的人》亦為思念前妻之作。洪一峰與第二任妻子羅玉育有三子一女，與第三任妻子陳愛玲育有三女。與前妻所生三個兒子洪榮宏、洪敬堯以及洪榮良，皆從事音樂及演藝相關工作。
晚年健康狀況不如以往，偶爾仍會露面接受媒體帶狀性節目採訪。
2009年12月26日，洪一峰因發高燒引發肺炎，在送醫前產生休克現象，經醫院急救，有腎衰竭現象，在加護病房昏迷急救。後罹患帕金森氏症，兒子洪榮宏從加拿大趕回探視；總統馬英九也前往探視。
2010年2月11日轉入台北醫學大學附設醫院安寧病房，2010年2月24日16:25因胰臟癌於台北醫學大學附設醫院逝世，享壽82歲。

## 歷年代表作品
- 1946年《蝶戀花》，洪一峰19歲時譜寫
- 1957年《山頂黑狗兄》，台聲唱片發行，翻唱日本歌手中野忠晴1933年的作品[10]
- 1957-1958年《可憐戀花再會吧》（翻唱日本歌手神戸一郎1957年的歌）、《再會夜都市》（翻唱日本歌手法蘭克永井1958年的歌）、《生鏽的小刀片》（翻唱日本歌手石原裕次郎1956年的歌）、《冷淡的接吻》、《母親請安》、《相逢有樂町》（翻唱日本歌手法蘭克永井1957年的同名歌曲）、《惜別夜港邊》（翻唱日本歌手神戸一郎1957年的歌）、《重回故鄉》、《春宵運河邊》（翻唱日本歌手神戸一郎1958年的歌）、《無聊的流星》、《難忘的人》、《台北發的尾班車》（翻唱日本歌手法蘭克永井1958年的）、《咱二人的舞會》（翻唱日本歌手法蘭克永井1958年的）、《英俊的鼓手》（翻唱日本歌手石原裕次郎1958年的），皆為日語翻唱歌曲，亞洲唱片發行[11][12][13]
- 1959年《淡水暮色》、《思慕的人》、《寶島四季謠》、《舊情綿綿》、《男兒哀歌》、《放浪人生》，亞洲唱片發行，其中《舊情綿綿》這首歌是由葉俊麟於1956年所寫，1959年由洪一峰重新譜曲完成[14][15][16]
- 1960年《男の涙》、《無聊的男性》（翻唱日本歌手春日八郎1960年的歌）、《心心相愛》（翻唱日本歌手小林旭1960年的歌）、《男性的情淚》（翻唱日本歌手法蘭克永井1960年的），其中《男の涙》這首歌由日本作詞家川内康範作詞（被冠上銀座八郎的名字取代），作曲的洪一峰被冠上「麻布十郎」的名字[17]，這首歌後來收錄在1986年日本演歌歌手細川貴志的單曲中當作B-Side
- 1962年《寶島曼波》、《夜間飛行》（翻唱日本歌手法蘭克永井1958年的同名歌曲）、《愛河月夜》[18]，亞洲唱片發行[19]
- 1967年《洪一峰作曲全集》專輯，鐵金剛唱片發行，首次將洪一峰作品集結而成的專輯[4]

## 電影演出
- 1962《舊情綿綿》，邵羅輝導演，洪一峰、白蓉主演[20]，洪一峰的《舊情綿綿》作為主題曲
- 1963《何時再相逢》，《舊情綿綿》的續集，邵羅輝導演，洪一峰、白蓉、戴佩珊、于鳳、朱音主演[21]
- 1964《祝你幸福》，李泉溪導演，洪一峰、白蓉、瑪莉、康明、金塗主演[22]
- 1965《無情的夢》，林自翔導演，尤寶藩、林瑞麟、丹青、蓀越主演，洪一峰客串演出[23]
- 1967《歌星淚》，洪一峰主演
- 1970《金龍一號》，施團長導演，夏心、小明明、洪一峰、藍琪主演[24]，洪一峰1959年的《男兒哀歌》當作主題曲[25]
- 2011《阿爸》，洪一峰和其子洪榮宏、洪敬堯、洪榮良等共同主演，並由么子洪榮良親自導演

## 終身榮譽
- 2010年 中華民國總統褒揚令

中華民國99年3月12日總統令：

|  | 樂壇耆宿洪一峰，端諄誠篤，慧性高華。幼歲偃蹇困窘，秉堅毅之志，懷俊秀之材，投身音樂唱作。尤以「蝶戀花」、「舊情綿綿」、「淡水暮色」、「思慕的人」等佳品，曲風獨特典雅，餘音迴旋低盪，繞梁韻永，渾厚天成；感時抒懷，撫慰人心，享有「寶島歌王」雋譽。復延續獨立創作神髓，鼓舞實現理想願景，敷教培植，提攜後進；潛移默化，沾溉藝林。其間曾遠赴東瀛發展，開啟國內演藝界先河。嗣獲頒中華文化復興運動總會貢獻卓著獎狀、台北圓環扶輪社終身成就獎暨膺聘中華民國建國一百年慶祝活動籌備委員會委員等殊榮。綜其生平，闡揚本土文化底蘊，恢弘台灣歌謠深微，韶音傳唱，藝力流遠；遺緒餘烈，楷範垂芬。遽聞溘然凋零，悼惜彌殷，應予明令褒揚，用示政府崇念耆賢之至意。 |

- 2010年 第21屆金曲獎特別貢獻獎

## 外部連結
- 洪一峰在香港影庫上的簡介